# Liberia en los Juegos Olímpicos de Río de Janeiro 2016
El Equipo Olímpico de Liberia (identificado con el código LBR) fue una de las delegaciones participantes en los Juegos Olímpicos, representante de Liberia. Esta fue la duodécima participación de Liberia en los Juegos Olímpicos desde su debut en los Juegos Olímpicos de Melbourne 1956.
El equipo liberiano consistió de dos atletas, los sprinters Mariam Kromah y Emmanuel Matadi, siendo este último el abanderado durante la ceremonia de apertura.

## Deportes

### Atletismo
Liberia logró clasificar dos deportistas.
| Atleta          | Evento                | Heat      | Heat    | Cuartos de final | Cuartos de final | Semifinal    | Semifinal    | Final        | Final        |
| Atleta          | Evento                | Resultado | Ranking | Resultado        | Ranking          | Resultado    | Ranking      | Resultado    | Ranking      |
| --------------- | --------------------- | --------- | ------- | ---------------- | ---------------- | ------------ | ------------ | ------------ | ------------ |
| Emmanuel Matadi | 100 metros masculinos | Exento    | Exento  | 10.31            | 6                | No clasificó | No clasificó | No clasificó | No clasificó |
| Emmanuel Matadi | 200 metros masculinos | 20.49     | 5       |                  |                  | No clasificó | No clasificó | No clasificó | No clasificó |
| Mariam Kromah   | 400 metros femeninos  | 52.79     | 5       |                  |                  | No clasificó | No clasificó | No clasificó | No clasificó |